# Цигенешть (Арджеш)
Цигенешть, Цигенешті (рум. Țigănești) — село у повіті Арджеш в Румунії. Адміністративно підпорядковане місту Тополовень.
Село розташоване на відстані 91 км на північний захід від Бухареста, 17 км на схід від Пітешть, 115 км на північний схід від Крайови, 100 км на південний захід від Брашова.

## Населення
За даними перепису населення 2002 року у селі проживали 416 осіб, усі — румуни. Усі жителі села рідною мовою назвали румунську.